# Zapiekanka

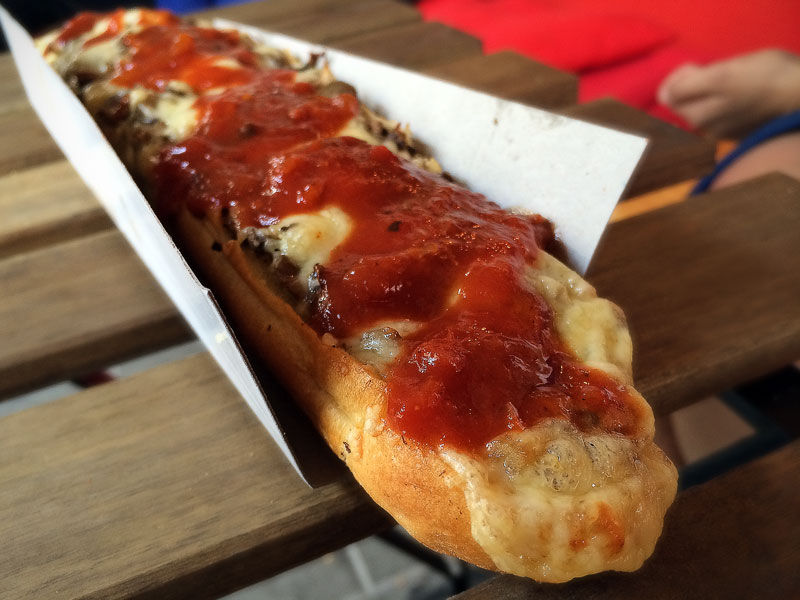
Zapiekanka

Zapiekanka är en typisk polsk snabbmat. Det är en sorts smörgås som vanligtvis består av en baguett med svamp, skinka och ost. Zapiekanka serveras ofta med ketchup eller majonnäs. Zapiekanka kallas också "polsk pizza".
Det är en fattigmanskopia av det italienska originalet och uppstod på 1980-talet under matbristen som rådde i Polen 1970-1990. Rätten fick kultstatus efter kommunismens fall i Polen.
Zapiekankan har sedan dess anammats av den polska snabbmatskulturen och utvecklats till en rad olika utföranden och smaker.